# Самбхогакая
Самбхогакая (санскр. संभोगकाय - среднее из трёх тел Будды, «тело блаженства» или «божественное тело») — образ Будды, постижимый в глубокой медитации. В этой мистической форме Будда проявляет себя, чтобы дать глубокие поучения бодхисаттвам и йогинам.
Самбхогакая соответствует сфере форм и уже непостижимо в сфере желаний, в которой Будда проявляет себя через нирманакаю. 